# Wind River Indian Reservation

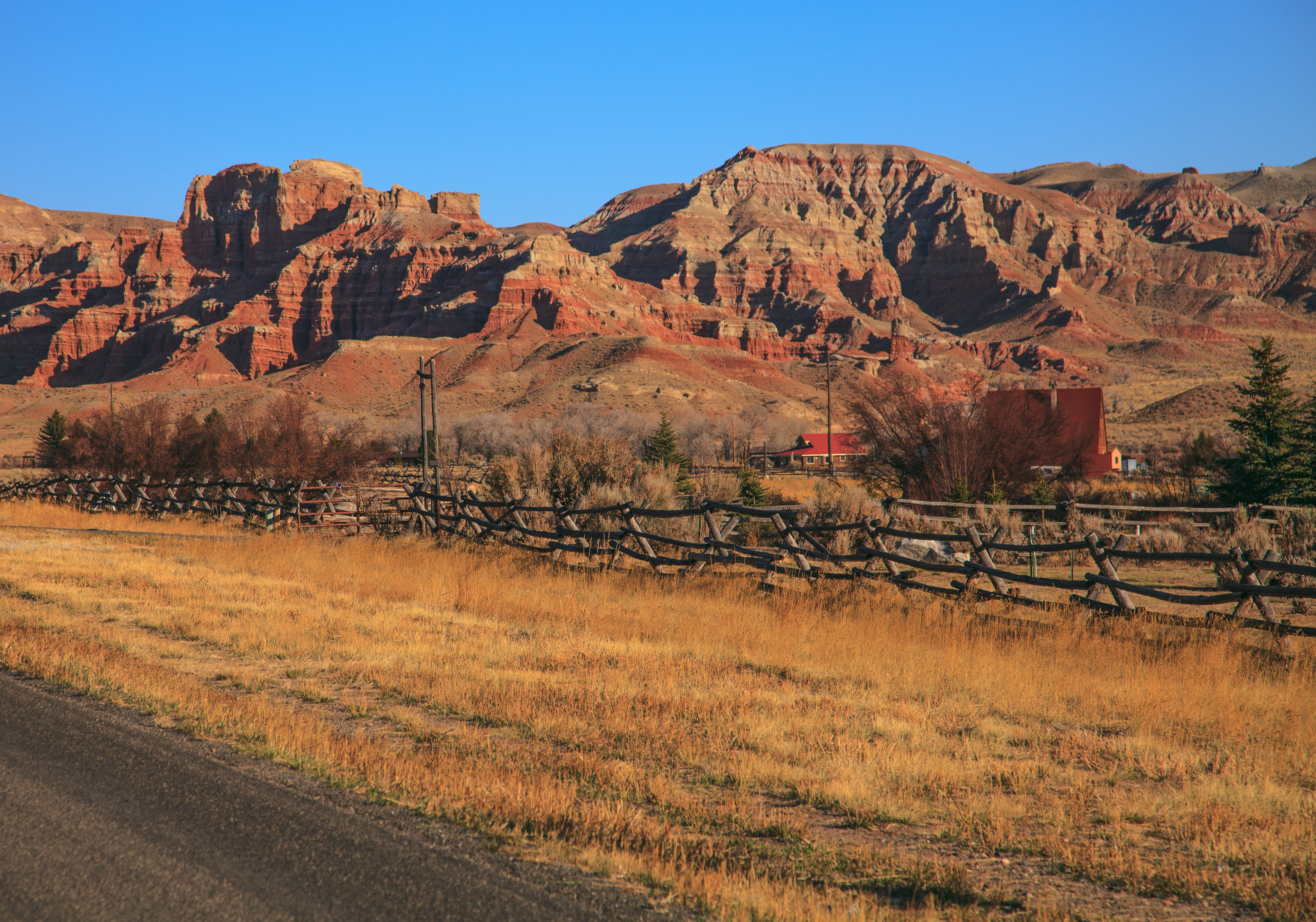
Wind River Indian Reservation

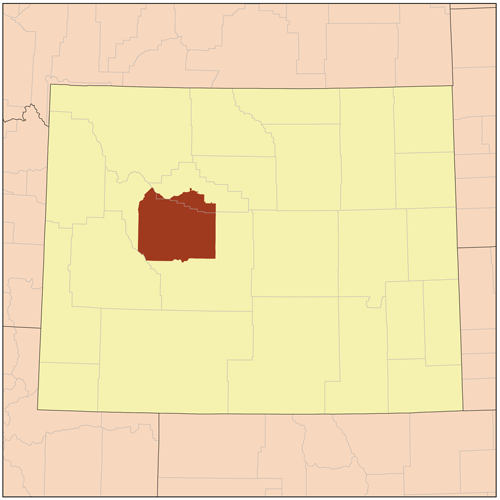
Lage der Wind River Indian Reservation in Wyoming

Die Wind River Indian Reservation ist ein Indianerreservat im mittleren Westen des Bundesstaates Wyoming, das gemeinsam von den Östlichen Shoshone und den Nördlichen Arapaho bewohnt wird.
Es ist mit 8.995,733 km² Land bzw. 9.147,864 km² mit Wasserflächen (bei der Gründung etwa 12.000 km²) das siebtgrößte Indianerreservat der Vereinigten Staaten. Es nimmt etwas mehr als ein Drittel des Fremont County und mehr als ein Fünftel des Hot Springs County ein.
Das Reservat liegt im Wind River Basin und ist umgeben von der Wind River Range, den Owl Creek Mountains und den Absaroka Mountains. Im Südwesten grenzt das Reservat an den Bridger-Teton National Forest, im Westen an die Fitzpatrick Wilderness. Es gibt über 365 Seen und andere Wasserflächen.
Der United States Census 2000 weist 23.237 Einwohner nach, von denen sich 6.728 (28,9 %) als zumindest teilweise indianischer Abstammung bezeichneten, von diesen waren wiederum 54 % Arapaho und 30 % Shoshone. 22 % sprachen zu Hause nicht Englisch.

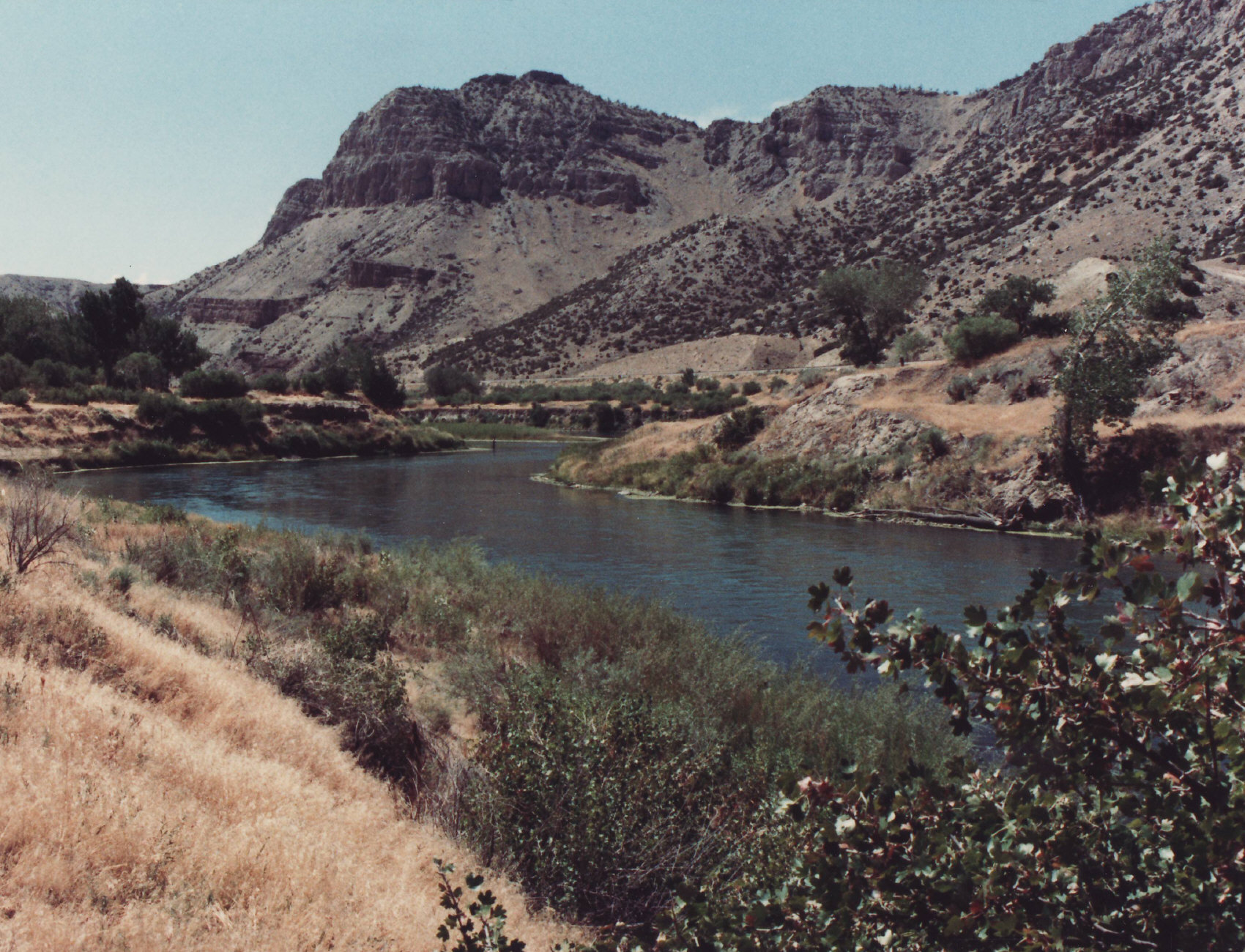
Der Wind River in der Wind River Indian Reservation

Der größte Ort ist Riverton. Der Verwaltungssitz ist in Fort Washakie. Auf dem Reservatsgebiet befinden sich mehrere Indianercasinos, die den Stämmen gehören. Dies sind die einzigen Casinos in Wyoming.

## Geschichte
Die Wind River Indian Reservation wurde 1868 für die Östlichen Shoshone eingerichtet. Ein Militärlager, Camp Auger, wurde am 28. Juni 1869 an der Stelle des heutigen Lander errichtet. 1870 wurde es in Camp Brown umbenannt, 1871 an den heutigen Ort verlegt und schließlich 1878 zu Ehren des Shoshonehäuptling Washakie in Fort Washakie umbenannt. Es diente bis 1909 dem Militär.
Eine staatliche Schule mit Internatsbetrieb und ein Krankenhaus bestanden östlich des Fort Washakie. Die Kirche St. Michael’s in Ethete wurde 1917–20 gebaut. Die Ansiedlung Arapahoe diente ursprünglich als Verteilungsstation der Rationen an die Arapaho und entwickelte sich zum Handelsplatz.
Ende des 19. Jahrhunderts wurde das Land unter den Indianerfamilien aufgeteilt und viele Namen anglisiert. Durch Bewässerung wurde die Landwirtschaft entwickelt. Eine Getreidemühle wurde in der Nähe von Fort Washakie gebaut.
1906 wurden Teile der Reservation zur Besiedlung durch Weiße freigegeben und der Ort Riverton entstand auf diesem Land.

## Historische Objekte
In Fort Washakie befindet sich das historische Fort Washakie Historic District. Das Gebiet befindet sich innerhalb der Wind River Indian Reservation auf der U.S. Route 287. Das Fort Washakie Historic District umfasst 36 Gebäude und wurde am 16. April 1969 vom National Register of Historic Places als historisches Denkmal mit der Nummer 69000188 aufgenommen.

## Kulturelle Rezeption
- Wind River (2017) ein Thriller von Taylor Sheridan. Der Film beschäftigt sich mit dem Thema Verschwundene indigene Frauen in den USA und spielt in der Reservation.[7]